# Ashby de la Zouch Castle

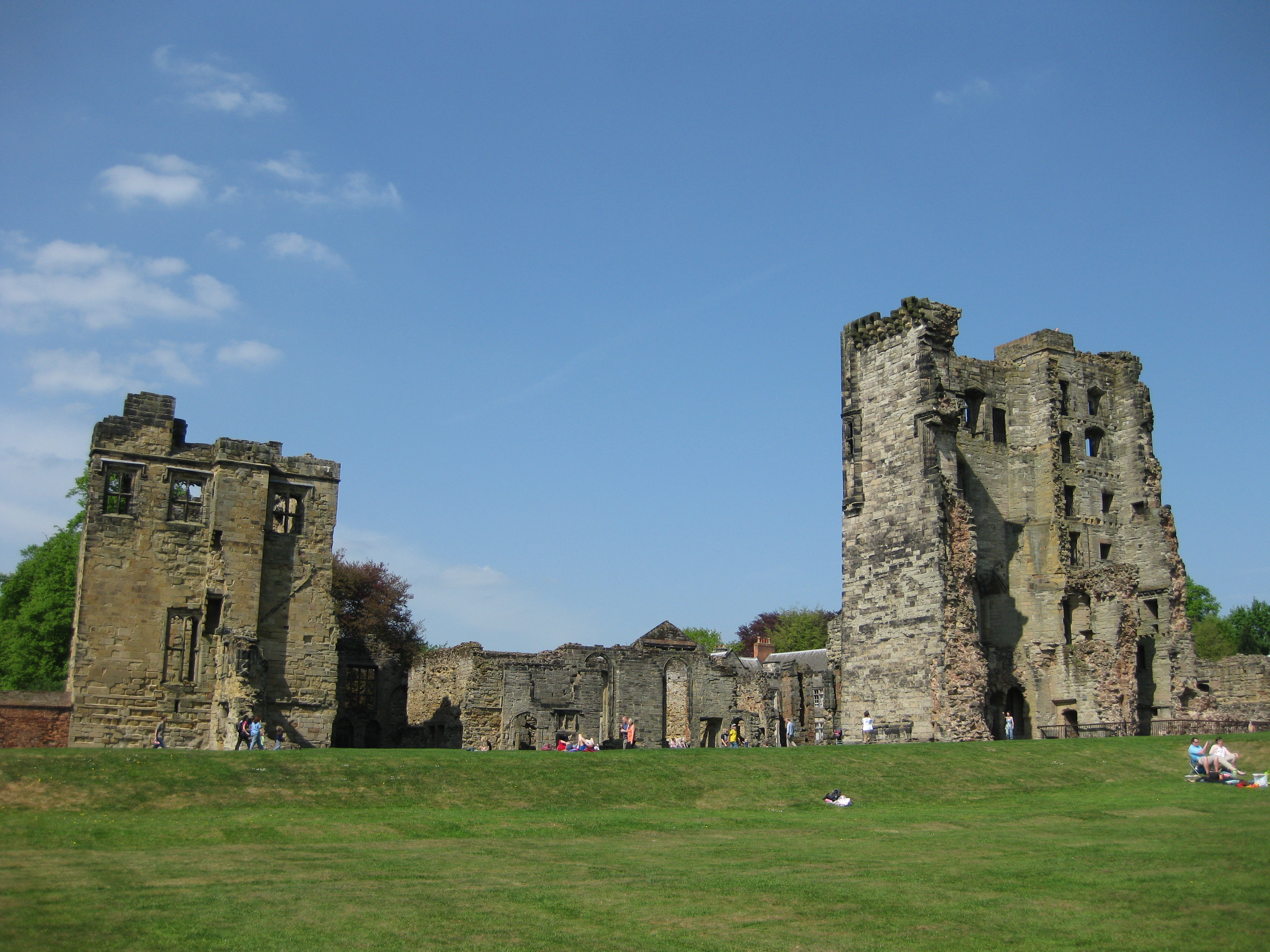
Ashby de la Zouch Castle

Ashby de la Zouch Castle ist eine Burgruine in der Stadt Ashby-de-la-Zouch in der englischen Grafschaft Leicestershire. Die Ruinen wurden von English Heritage als historische Gebäude I. Grades gelistet und gelten als Scheduled Monument. Sie werden von English Heritage verwaltet.

## Geschichte

### Ursprünge
Erstes Gebäude auf dem Anwesen war ein normannisches, befestigtes Herrenhaus, das für den aus der Bretagne stammenden Alan de la Zouche gebaut wurde, der vor 1172 nach England kam. In den folgenden drei Jahrhunderten wurde es von seinen Nachkommen erweitert, aber nachdem die Zouch-Linie im 14. Jahrhundert geendet hatte, wechselte die Burg mehrmals die Besitzer. 1461 fiel die Burg an die Krone zurück, nachdem der damalige Besitzer, James Butler, 5. Earl of Ormond, nach der Schlacht von Towton hingerichtet wurde.
Die Burg blieb einige Jahre in Händen der Krone, bis König Eduard IV. sie an William Hastings, 1. Baron Hastings, verlehnte. William Hastings erhielt 1474 eine königliche Erlaubnis zur Befestigung (englisch licence to crenellate) und ließ sofort Erweiterungs- und Ausbauarbeiten an der Burg durchführen. Die Erlaubnis gestattet ihm auch, 12 km² umgebenden Landes in einen Park umzugestalten. Das wichtigste Gebäude aus dieser Zeit war der 27 Meter hohe Hastings Tower. Er hat einen rechteckigen Grundriss mit 14,1 Meter × 12,3 Meter und im Erdgeschoss fast 2,7 Meter dicke Wände. Der Turm hatte vier Hauptgeschosse mit einer Erweiterung an der Nordostseite, die sieben Geschosse aufwies. Der Turm und die Küchen hatten ihren eigenen Brunnen.
Es gab auch einen Rittersaal und andere Paraderäume für die Unterhaltung, die an der Nordseite des Hauptturms lagen. Ein Besucher beschrieb 1644 reich verzierte Glasfenster, auf denen Wappen dargestellt waren. William Hastings’ Nachkommen bauten Burg und Anwesen aus, z. B. mit großen Landschaftsparks und Gärten.

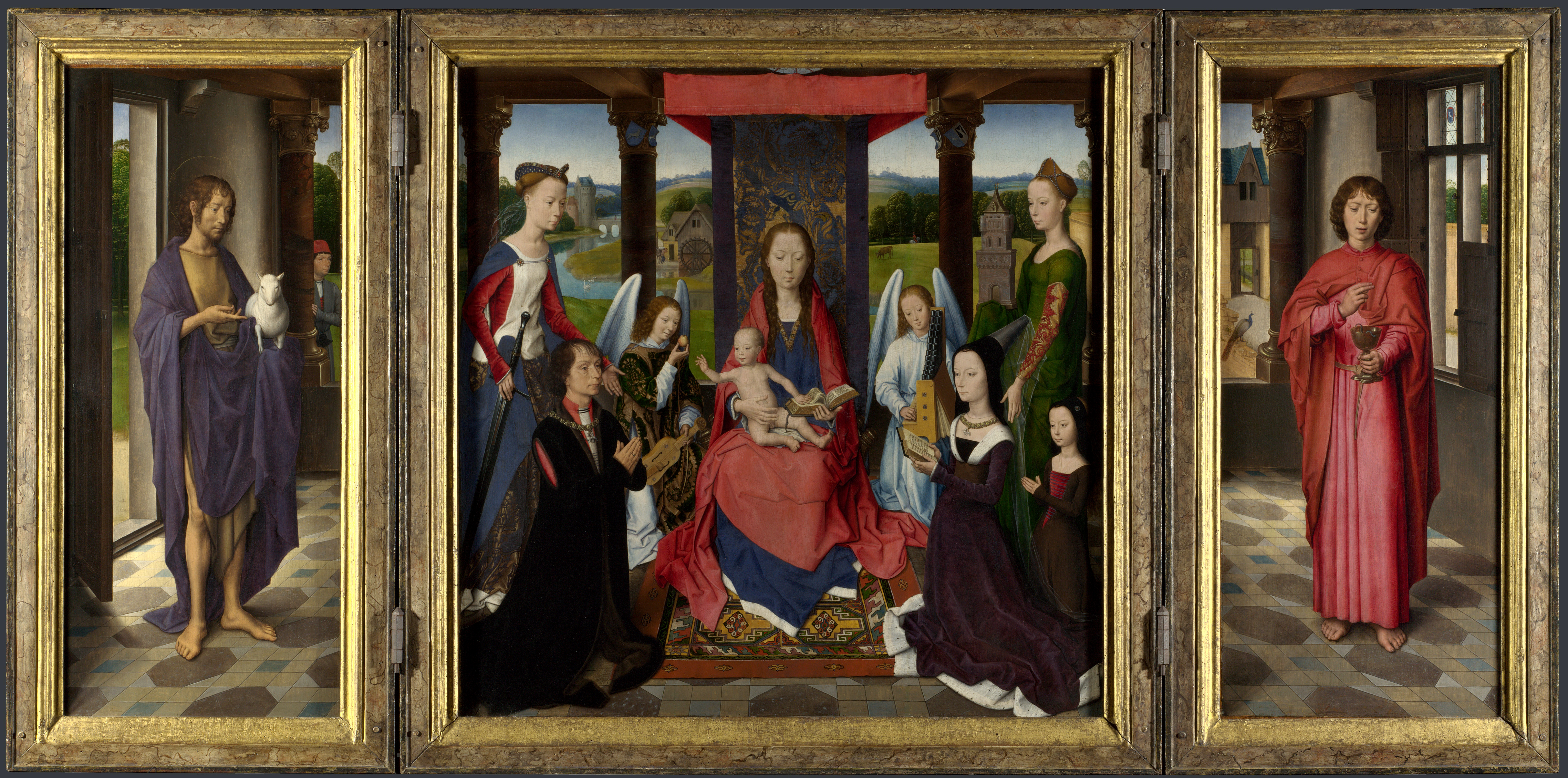
Donne-Triptychon von Hans Memling (1470er-Jahre), National Gallery (London). Sir John Donne kniet links, Lady Elizabeth Donne und Tochter rechts.

Eine Kapelle ließ William Hastings in der Nordostecke der Burg errichten. Sie war ursprünglich verschwenderisch ausgestattet und reich dekoriert, wurde aber in der Reformation, im 16. Jahrhundert, von fast allen Bildwerken befreit, als Hastings’ Familie zum Protestantismus übertrat. Bis heute erhalten sind aus der früheren Periode Kunstwerke wie Die Jungfrau mit dem Kind mit Heiligen und Stiftern oder das Donne-Triptychon von Hans Memling von ca. 1478. Dort sind Hastings’ Schwester Elizabeth und ihr Gatte Sir John Donne zu beiden Seiten der Jungfrau Maria und des Jesuskindes abgebildet. Heute dient die Kapelle noch als Grabkapelle für die Familie. Dort wurden auch kürzlich noch Beerdigungen vorgenommen, z. B. von Barbara Abney-Hastings (1919–2002), Peter Abney-Hastings (1924–2002) und ihrer Tochter Mary Flowers (geb. Mary Joy Abney-Hastings, 1957–1997).
In der Burg waren viele königliche Besucher zu Gast, z. B. Heinrich VII., Jakob I. 1603 und Karl I. 1645. Maria Stuart war dort 1569 eine Zeitlang unter der Aufsicht des Earl of Huntingdon, Henry Hastings, und des Earl of Shrewsbury, George Talbot, inhaftiert.

### Englischer Bürgerkrieg
Im englischen Bürgerkrieg war Ashby de la Zouch Castle eine Hochburg der Royalisten. Auch wenn der damalige Erbe der Burg, Ferdinando Hastings, 6. Earl of Huntingdon, äußerlich neutral war, so waren doch Mitglieder seiner Familie, besonders sein Bruder Henry Hastings, glühende Royalisten. So bildete Ashby de la Zouch Castle eine wichtige Verbindung zwischen dem royalistischen Südwesten und dem Norden Englands – besonders, als der Rest von Leicestershire die parlamentaristische Sache unterstützte. 1643 ließ Henry Hastings viele zusätzliche Befestigungen an die Burg anbauen und vermutlich auch die Tunnel bauen, die viele der Gebäude und Burgteile miteinander verbinden. Er wurde vom König zum High Sheriff of Leicestershire ernannt und in viele Scharmützel zwischen feindlichen Truppen verstrickt, z. B. in die Schlacht von Hopton Heath, eine kleine Schlacht an der Cotes Bridge bei Loughborough. Später verlor er durch einen Pistolenschuss ein Auge bei einem Schusswechsel bei Bagworth, alles 1643. Später in diesem Jahr eroberten seine Truppen die Stadt Burton-upon-Trent und verloren sie wieder.
Als der Krieg weiter fortschritt und sich das royalistische Kriegsglück wandte, wurde Ashby de la Zouch Castle – 1644 bereits in Kämpfe verwickelt – von September 1645 bis zur Aufgabe im März 1646 belagert. Hastings, der am 23. Oktober 1643 für seine Dienste für König Karl I. zum ersten Baron Loughborough ernannt worden war, verließ die Burg ehrenvoll. Die Übergabevereinbarungen aber bestimmten, dass die Anlage geschleift werden sollte und die verbleibende Familie Hastings nach Donington Hall bei Derby umziehen sollte. Die äußeren Befestigungen wurden sofort eingeebnet, aber der Hauptteil der Burg und die Türme blieben bis 1648 stehen und wurden dann größtenteils von parlamentaristischen Kräften zerstört.

### Nach dem Bürgerkrieg

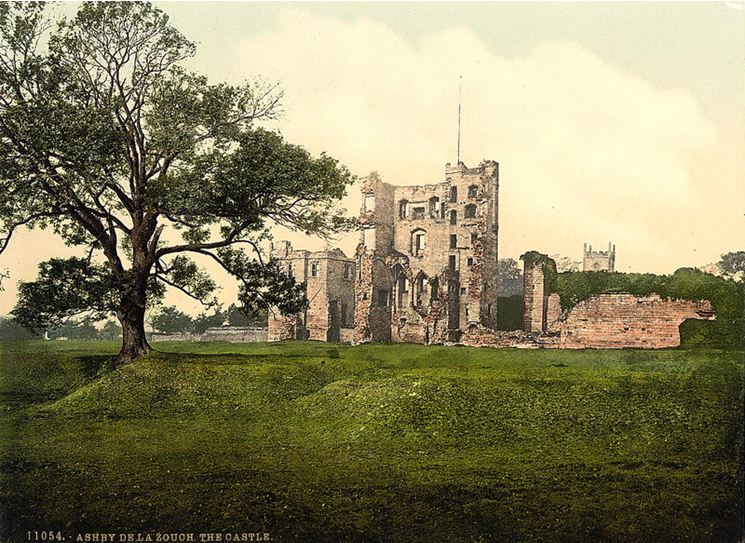
Eine kolorierte Fotografie der Burg (um 1890)

Der Rittersaal wurde irgendwann zwischen dem 14. und 17. Jahrhundert wieder aufgebaut und angepasst. Eine Gravierung von Samuel und Nathaniel Buck zeigt den Rittersaal mit neuem Dach und neuen Fenstern, offensichtlich nach dem Bürgerkrieg repariert, aber im 19. Jahrhundert war er wieder zur Ruine verfallen.
Nach der Veröffentlichung von Sir Walter Scotts Novelle Ivanhoe im Jahre 1819 wurde die Burgruine berühmt. Der Erfolg der Novelle hatte zur Folge, dass sie bald zu einer beliebten Touristenattraktion wurde.

### Heute
Die Burg ist auch heute noch ein beliebtes Touristenziel, das von English Heritage verwaltet wird. Die Ruinen wurden größtenteils gegen weiteren Verfall geschützt und das Anwesen ganz mit Gras bepflanzt. Man kann den Hastings Tower besteigen (98 Stufen) und den Tunnel vom Küchenkeller bis zum Hastings Tower erforschen, der vermutlich während des Bürgerkrieges angelegt wurde.